# Aagje Deken
Aagje Deken, született: Agatha Deken (Amstelveen (Amszterdam mellett), 1741. december 10. – Hága, 1804. november 14.) holland költőnő.

## Életrajza
Négyéves volt, amikor szüleit elvesztette és árvaházba került. 1767-től különféle családoknál szolgált cselédként, majd 1769-ben az amszterdami baptista közösség tagja lett. Különösen vallásos dalok írásában tűnt ki, 1776-tól Betje Wolff írónővel is levelezett, akivel több regényt is írtak közösen.

## Művei
- Stichtelijke gedichten (Haag, 1775)
- Ekonomische liedjes (uo. 1782, 3 kötet)
- Liederen voor den Coerenstand (Leiden, 1804)
- Liederen voor kinderen (uo. 1804)

### Beetje Wolff-fal közösen
- De Historie van mejuffrouw Sara Burgerhart (1782)
- Voorrede voor den tweeden druk (1783)
- Historie van den heer Willem Leevend (1784–85)
- Abraham Blankaart (1787)
- Historie van mejuffrouw Cornelia Wildschut (1793)